# Chrysoscota
Chrysoscota is een geslacht van vlinders van de familie spinneruilen (Erebidae), uit de onderfamilie Arctiinae.

## Soorten
- C. albomaculata Rothschild, 1912
- C. auranticeps Hampson, 1900
- C. brunnea Swinhoe, 1905
- C. flavostrigata Bethune-Baker, 1904
- C. lacteiplaga Rothschild, 1912
- C. tanyphara Turner, 1940
- C. vagivitta Walker, 1866